# Srebrenica
Srebrenica (Сребреница) je město na východě území Bosny a Hercegoviny, spadající pod Republiku srbskou.
Město bylo v minulosti známé pro nedaleké lázně a těžbu soli, olova, zinku a zlata. Samotné jméno města je odvozeno od slova stříbro.
Podle sčítání lidu z roku 1991 bydlelo ve srebrenické oblasti 37 213 obyvatel, z toho 72,9 % Bosňáků a 25,2 % Srbů.

## Masakr ve Srebrenici

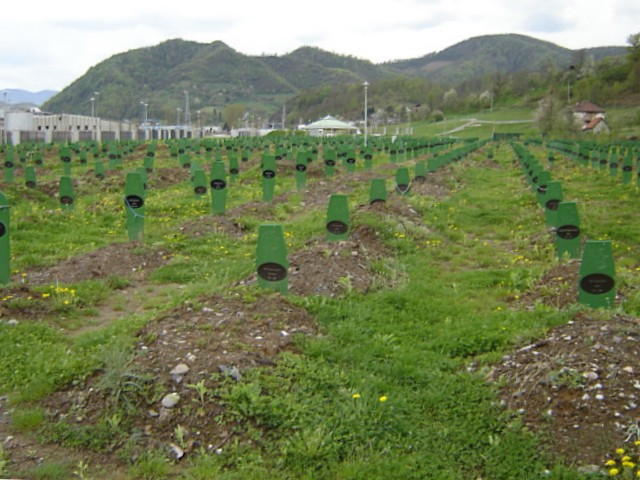
Památník masakru v Potočari

Masakr ve Srebrenici byl válečný zločin, spáchaný v červenci 1995 během války v Bosně a Hercegovině. Genocida se zakládala na masovém, plánovaném vraždění zajatých civilistů, výhradně Bosňáků muslimského vyznání, mužů a chlapců. Došlo k ní ve městě Srebrenica a okolí a spáchala ji Vojska Republiky srbské pod vedením generála Ratka Mladiće, spolu s paramilitární jednotkou Škorpioni, která byla pod kontrolou Ministerstva vnitra Srbska. Na genocidě se podílelo i několik stovek řeckých a ruských dobrovolníků.
Masakr ve Srebrenici je po holocaustu první soudem označenou genocidou.